# 歐內斯特·奧本海默
歐內斯特·奧本海默爵士，KStJ（德語：Sir Ernest Oppenheimer， 1880年5月22日—1957年11月25日） 是一名德國商人、慈善家，他是英美資源集團的創始人，戴比爾斯的實際控制者。

## 生平
他出生於德國黑森大公國的弗里德貝格，是雪茄商愛德華·奧本海默之子:13。他在17歲進入倫敦的鑽石交易公司“Dunkelsbuhler & Company”工作:13，很快受到老闆賞識，被派往南非金伯利作為公司代表，1912年至1915年間，他還擔任過金伯利的市長:13，協助成立了一戰時的金伯利軍團（Kimberley Regiment）。:13
他和美國工程師、商人威廉·林肯·愛德華交好，1917年他們在J·P·摩根的資助下成立了英美資源集團:13，直到1953年為止他一直是該公司的董事長。1919年，他們買下了西南非的鑽石礦。:13
他參與了1924年南非普選，被選為金伯利議員（至1938年）。1927年，他獲得了戴比爾斯的控制權，1929年當上戴比爾斯的董事長。:13
1957年，他在約翰內斯堡去世，他的兒子哈里·奧本海默繼承了他的產業。1964年發現的奧本海默鑽石是以他的名字命名的。

## 外部連接
- History of Sir Ernest beginnings @ De Beers
- Biography Ernest Oppenheimer online version （页面存档备份，存于） Gregory, Ernest Oppenheimer and the Economic Development of South Africa, Cape Town University Press, New York, 1965